# Rue de Thionville (Lille)
Pour les articles homonymes, voir Rue de Thionville.
La rue de Thionville est une rue de Lille, dans le Nord, en France.

## Situation et accès
Cette voie du quartier du Vieux-Lille est située entre la Rue de Gand, et la Rue du Pont Neuf. Elle donne accès à la rue du Gard et à la rue Saint-François.

## Origine du nom
Le nom est donné à cette rue en mémoire de l'héroïque résistance des habitants et de la garnison de Thionville, en Moselle, lors du siège de Thionville par l'armée prussienne en 1792.

## Historique
La rue de Thionville, à l’origine « rue des Carmes » puis « rue de Berry », est ouverte en 1621 sur le territoire de l’agrandissement de la ville de Lille de 1617-1622 qui engloba l’ancien château de Courtrai et l’espace entourant cette fortification démantelée en 1578. La rue relie la partie nord de la rue de Gand, à l’origine rue de la Madeleine, dans le prolongement de la voie centrale de ce château, à l’enceinte fortifiée construite lors de cet agrandissement.
La rue est légèrement prolongée lors de l’agrandissement de 1670 pour aboutir rue du Pont-Neuf, à l’origine rue du Bastion, ouverte dans le cadre de cette extension de la ville. La rue est renommée rue de Thionville en 1792, rue de Berry à la Restauration avant de reprendre son nom de rue de Thionville en 1830.
La majorité des bâtiments qui bordent la rue datent des décennies suivant l'agrandissement de 1670, de la fin du XVIIe ou du XVIIIe siècle.

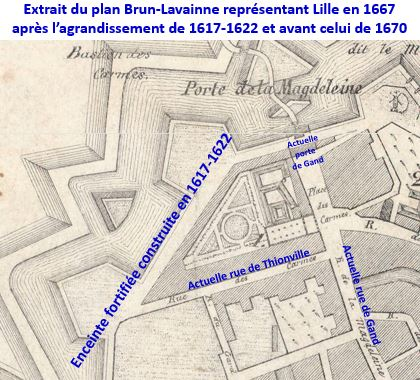
Rue de Thionville en 1667
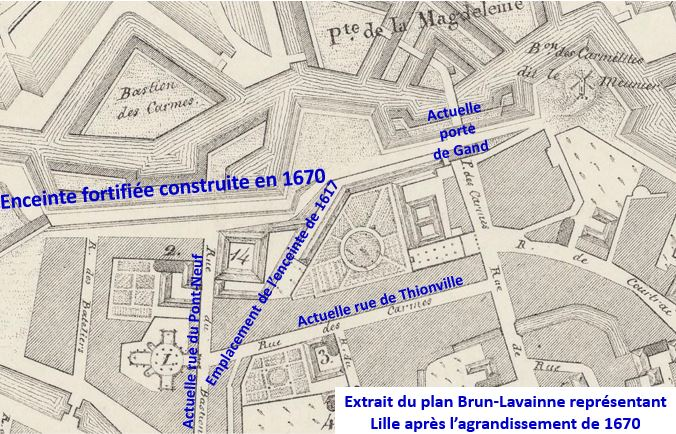
Rue de Thionville après 1670

## Bâtiments remarquables et lieux de mémoire
- La rue débouche sur la façade de Église Sainte-Marie-Madeleine (Lille), surnommée « la grosse Madeleine » à cause de sa silhouette trapue et de son dôme baroque. Elle a été classée Monument historique en octobre 1965[2]. Elle est désaffectée au culte depuis 1989 et a été transformée en lieu d'expositions. En 1991, c'est l'ancienne chapelle des Carmes déchaussés qui est devenue l'église paroissiale Sainte-Marie-Madeleine.
- L’hôtel Bidé de la Grandville sis aux N° 26, 28 de la rue, est un hôtel particulier qui fait face à la rue Rue du Gard. Il a fait l'objet d'un classement au titre des monuments historiques depuis le 15 juillet 1971 tandis que l'hôtel dans sa totalité, à l'exclusion des parties classées, fait l'objet d'une inscription depuis le 5 juin 2007[3]..